# Тем Грінхіл
Тем Грінхіл (Новікова Наталія Ігорівна) — поет, виконавиця авторської пісні, композитор. 
Є виконавицею власних пісень на акустичній дванадцятиструнній гітарі. Головна тематика її творчості — світ фентезі, вона часто звертається до сюжетів з оповідань Анджея Сапковського та Джона Рональда Руела Толкіна, головними героями пісень є воїни та маги, а іноді сама Тем, постаючи в образі бродячого музиканта. Є активним учасником руху толкіністів. Сама співачка називає себе не бардом, а менестрелем, підкреслюючи, що основний мотив її пісень — казка та середньовічча.  Починала виступи понад 10 років тому дуетом с Ліною Воробьовою (Йовін). Одна з організаторів та основних авторів рок-опери "Тампль". Постійна учасниця фестивалю «Зіланткон».
Наталя Новікова не є професійним музикантом, вона працює педагогом у Москві у школі-студії "Острів", яку й сама закінчувала. Крім пісень та віршів пише також малу прозу (казки та новели).

## Дискографія
- 1995 — «Путь менестреля» (збірка пісень, інша назва — Тэм-95)
- 1995 — «Возвращение домой»
- 1997 — «Бесконечный спор с судьбой»
- 2001 — «День огня»
- 2003 — «О нищих и безумцах»
- 2007 — «Стражи последнего рубежа»